# Frank Hamer
Il capitano Francis Augustus Hamer (Fairview, 17 marzo 1884 – Austin, 10 luglio 1955) è stato un celebre ranger texano, meglio conosciuto per essere stato a capo del commando che diede la caccia ed uccise la coppia di criminali Bonnie e Clyde nel 1934. Rinomato per la sua durezza, l'abilità di tiratore e l'acume investigativo, ha acquisito uno status leggendario nel sud-ovest degli Stati Uniti d'America come archetipo del Texas Ranger. Hamer in particolare guidò la lotta in Texas contro il Ku Klux Klan a partire dal 1922 in qualità di capitano senior dei Texas Rangers, e si ritiene che abbia salvato almeno quindici persone dal linciaggio. È stato inserito nella Texas Ranger Hall of Fame. La sua reputazione professionale non è esente da controversie, in particolare per quanto riguarda la sua volontà di usare le armi e le maniere forti nel combattere il crimine anche in una società sempre più modernizzata. Tuttavia, a causa della sua eccellenza di servizio e dei numerosi exploit in una carriera durata più di quarant'anni, Hamer è stato descritto dal biografo John Boessenecker, dallo storico Robert Utley e da altri esperti di giustizia penale negli Stati Uniti come "uno dei più grandi uomini di legge americani del ventesimo secolo".

## Biografia
Frank Hamer nacque nel 1884 a Fairview, contea di Wilson, Texas, dove suo padre gestiva un negozio di fabbro. Cresciuto in una famiglia di stretta osservanza presbiteriana, era il secondo dei sei figli di Franklin Augustus Hamer (1843-1925) e Lou Emma Francis (1860-1934), quattro dei quali sarebbero diventati dei Texas Rangers. Crebbe nel ranch Welch nella contea di San Saba, e successivamente trascorse qualche tempo a Oxford, contea di Llano, Texas. Sebbene la sua istruzione formale sia terminata dopo la prima media, da giovane diede prova di essere in possesso di diverse abilità insolite, tra cui un livello estremamente alto di intelligenza e una memoria fotografica. Eccelleva in matematica e sviluppò un forte interesse per la storia, con particolare attenzione alla storia delle tribù dei nativi americani, come Comanche, Kiowa e Apache. Da ragazzo lavorò nella bottega di suo padre.
Nel 1905 iniziò la propria carriera nelle forze di polizia catturando un ladro di cavalli mentre lavorava presso il Carr Ranch nel Texas occidentale. Lo sceriffo locale restò impressionato dalle doti del ragazzo e lo raccomandò per l'assunzione nel corpo dei ranger. Odiava la corruzione di qualsiasi tipo, anche quando erano coinvolti altri poliziotti, tanto quanto odiava l'omicidio e le altre attività senza legge che caratterizzavano il Texas all'inizio del ventesimo secolo.

### Carriera
Hamer si unì alla compagnia C del capitano John H. Rogers di Alpine il 21 aprile 1906 e cominciò a pattugliare il confine messicano. Nel 1908, si dimise dai ranger per diventare lo sceriffo federale della città di Navasota, Texas, una città senza legge devastata dalla violenza: "le sparatorie sulla strada principale erano così frequenti che in due anni morirono almeno cento uomini", raccontò Hamer. Nel 1911, si trasferì a Houston per lavorare come investigatore speciale, dove fu distaccato presso l'ufficio dello sceriffo della contea di Harris. Nel 1914, fu assunto come vice sceriffo della contea di Kimble, assegnato come investigatore del dipartimento addetto al furto di bestiame. Rientrò nei ranger nel 1915 e fu assegnato alla pattuglia di confine del Texas meridionale intorno a Brownsville. I ranger si occuparono dei trafficanti di armi, durante il periodo dei continui disordini in Messico durante la rivoluzione messicana. Lasciò di nuovo i ranger per diventare un detective della Texas and Southwestern Cattle Raisers Association.
Nel 1917, Hamer sposò Ida Gladys (Johnson) Sims (1890-1976), vedova di Ed Sims. Nel 1916 la donna e il fratello erano stati accusati di aver ucciso l'uomo. Il 1º ottobre 1917, Hamer e Gladys, insieme ad altri membri della famiglia, si fermarono a una stazione di servizio per fare benzina a Sweetwater in Texas, quando furono sorpresi da Gus McMeans di Odessa, cognato di Ed Sims, e presto scoppiò una lite che sfociò in un conflitto a fuoco. McMeans era un ex Texas Ranger e sceriffo della contea di Ector. McMeans morì nella sparatoria mentre Hamer restò ferito.
In seguito, Hamer lasciò la Cattlemen's Association per accettare un lavoro come agente federale nella sezione addetta a far rispettare le leggi sul proibizionismo, dove prestò servizio per circa un anno. Il suo servizio fu breve ma intenso mentre era di stanza a El Paso, teatro di innumerevoli scontri a fuoco durante l'era del proibizionismo. Si trasferì nel 1921 nella città di Austin, dove fu promosso capitano senior dei ranger. A partire dal 1922 portò avanti una battaglia contro le attività illegali del Ku Klux Klan in Texas, e salvò circa quindici persone dal linciaggio durante la sua carriera. Nel 1930 a Sherman, lui e un gruppo di ranger protessero un nero sospettato di stupro da una folla inferocita di seimila persone che voleva impiccarlo prima del processo. Hamer in persona sparò a due dei più facinorosi e poi costrinse la folla a disperdersi. Tuttavia, più tardi la folla diede fuoco alla prigione comunale e il sospettato morì nel rogo. Nel 1928, Hamer svelò le macchinazioni dietro a una sanguinosa catena di omicidi, e questa impresa eccezionale lo rese famoso a livello nazionale. L'associazione dei banchieri texani aveva iniziato a emettere una taglia di 5,000 dollari "sulla testa dei rapinatori morti", mentre non offriva un centesimo se venivano catturati vivi. Hamer, notando la stranezza del fatto, decise d'investigare sulla faccenda. Egli scoprì che così facendo si autorizzavano "battute di caccia all'uomo", dove i fuorilegge venivano regolarmente uccisi da agenti di polizia complici dei banchieri per incassare le ricompense. La posizione ufficiale dell'associazione dei banchieri era che "ogni uomo che potrebbe essere indotto a partecipare a una rapina in banca dovrebbe essere ucciso". Hamer scrisse un dettagliato rapporto sul caso che definì "la macchina omicida dei banchieri", e presentò il suo articolo nella sala stampa del Campidoglio e ne distribuì copie. Le sue rivelazioni provocarono l'indignazione pubblica, un'indagine governativa e accuse varie. I banchieri, tuttavia, non modificarono il loro modus operandi, e molti altri "omicidi a pagamento" ebbero luogo nel 1930. Nel 1932, insieme ad altri quaranta colleghi, Hamer si ritirò dai ranger dopo ventisette anni di servizio per evitare di servire sotto il nuovo governatore, la corrotta Miriam Ferguson. Il comando dei Texas Rangers gli permise di mantenere uno status speciale come capitano ranger senior attivo anche dopo il suo ritiro ufficiale.

### Bonnie Parker e Clyde Barrow

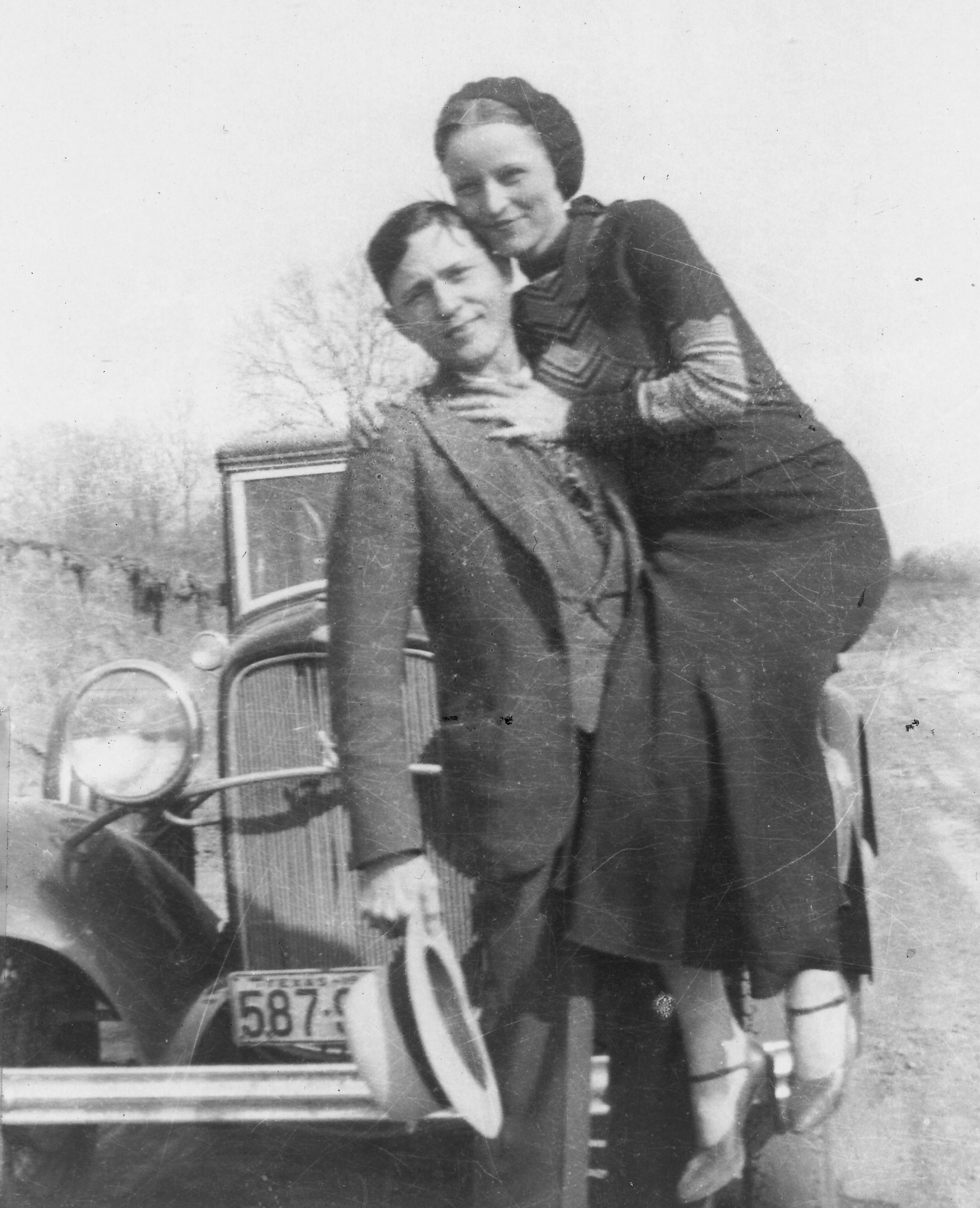
Bonnie e Clyde nel 1933.

Nei primi anni trenta, le imprese criminali di Bonnie e Clyde ebbero ampia copertura da parte dei mass media, e l'eco delle loro gesta causò imbarazzo alle forze dell'ordine e ai funzionari del governo in almeno una mezza dozzina di Stati. Il 16 gennaio 1934, Clyde Barrow, Bonnie Parker e Jimmy Mullens fecero irruzione nella prigione di Eastham, liberando Raymond Hamilton, Henry Methvin, Hilton Bybee (in sostituzione dell'amico di Clyde, Ralph Fults) e Joe Palmer. Il fratello di Hamilton, Floyd, scrisse che Henry Methvin non faceva parte del gruppo di persone da liberare, ma fuggì con loro nella confusione generale. Barrow avrebbe voluto liberare soprattutto Fults e Aubrey Skelley, ma considerò ugualmente il raid una rappresaglia riuscita contro il sistema carcerario. Lo storico John Neal Phillips disse che la voglia di "ripagare" il governo per i soprusi e i torti subiti in carcere, era per Barrow il motivo di molte delle sue azioni ed alimentava la sua follia criminale.
Due guardie carcerarie furono ferite dai fuggitivi durante la fuga, e una delle quali morì in ospedale il 27 gennaio.

#### Hamer guida la caccia all'uomo
Frank Hamer fu incaricato di catturare la banda di Barrow. Fu nominato ufficiale della Texas Highway Patrol, poi distaccato come investigatore speciale con l'incarico esclusivo di arrestare Barrow e i suoi complici.
Egli esaminò gli spostamenti di Barrow, scoprendo che la banda essenzialmente operava nel basso Midwest, aggirando i confini di Stato ovunque potesse approfittare del fatto che gli ufficiali di legge non potevano perseguire i sospettati oltre i confini statali. I luoghi più frequentati erano Dallas, Joplin nel Missouri e la zona nord ovest della Louisiana.
Nei successivi due mesi, Barrow, Parker e Methvin rapinarono banche a Lancaster (Texas), Poteau (Oklahoma), e a Rembrandt, Knierim, Stuart, Everly, tutte cittadine nell'Iowa.

#### Le sparatorie causano l'indignazione pubblica
All'epoca Hamer stava indagando contemporaneamente sugli omicidi della banda Barrow e sulle rapine in banca. La gang aveva ucciso due ufficiali della Texas Highway Patrol a Grapevine, Texas, la domenica di Pasqua del 1º aprile 1934. L'episodio aveva infiammato l'opinione pubblica contro Barrow e Parker. Un resoconto di un testimone oculare ottenne una diffusa copertura giornalistica, affermando che una Bonnie ubriaca aveva svuotato il caricatore della sua pistola sul corpo dell'inerme agente Murphy a Grapevine, ridendo perché la testa dell'uomo era "rimbalzata come una palla di gomma" sulla strada. Un'altra storia affermava che nella ghiaia sulla scena del delitto era stato trovato un mozzicone di sigaro che recava "piccoli segni di denti". Tutti questi racconti inquietanti e lo sdegno con il quale venivano riportati nei giornali aumentarono la pressione sul governo e le forze dell'ordine affinché catturassero i criminali, e il governatore Ferguson emise una taglia di 500 dollari su Bonnie per il suo presunto ruolo nell'omicidio dell'agente Murphy.
L'opinione pubblica si indignò ancora di più cinque giorni dopo quando Barrow e Methvin uccisero l'agente Calvin Campbell vicino a Commerce, Oklahoma, un padre di famiglia di sessant'anni. Poi rapirono il capo della polizia commerciale Percy Boyd e lo portarono oltre confine in Kansas, dove lo rilasciarono. Egli era colpevole agli occhi della banda di aver pubblicato i loro nomi in cima ai mandati di cattura per l'omicidio Campbell, emessi contro Barrow, Parker e John Doe (Methvin) quella settimana.
Hamer sapeva che Barrow non si sarebbe fatto prendere vivo, e la storia della sua gang lasciava presupporre che anche Bonnie non lo avrebbe volontariamente abbandonato.

#### L'attenzione si sposta in Louisiana

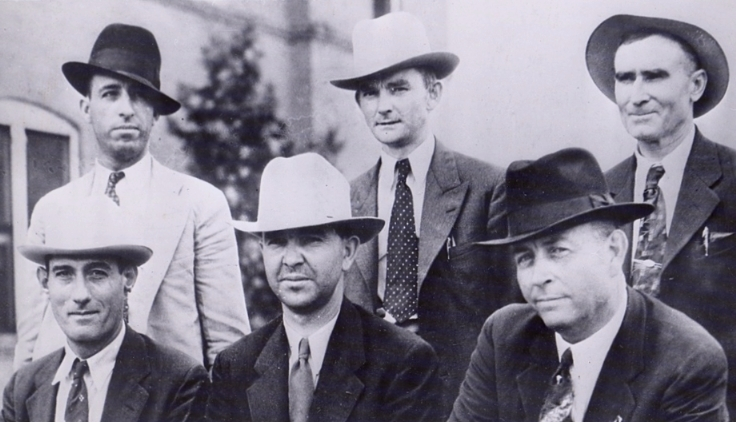
La task force contro Bonnie e Clyde, in piedi da sinistra a destra: Hinton, Oakley, Gault; seduti: Alcorn, Jordan e Frank Hamer.

A metà marzo, la famiglia di Henry Methvin contattò lo sceriffo di Bienville, Parish Henderson Jordan, per avere informazioni su Henry, sui suoi problemi con la giustizia e il suo coinvolgimento con Barrow. Hamer era un lupo solitario per natura, ma alla fine formò una squadra intergiurisdizionale con l'obiettivo di far cadere in un'imboscata la gang. Lo sceriffo Jordan e il suo vice, Prentiss Oakley, furono i primi ad unirsi alla squadra. Hamer portò nel gruppo l'ex collega ranger Maney Gault, poi chiese allo sceriffo della contea di Dallas, Smoot Schmid, di assegnargli a tempo pieno il suo vice, Bob Alcorn. Schmid mandò Alcorn e Ted Hinton, altro vice sceriffo di Dallas. I due vice e Schmid avevano già provato a tendere una trappola a Bonnie e Clyde alla fine di novembre del 1933 nei pressi di Sowers, Texas, ma il piano non aveva avuto alcun successo. Tuttavia, esaminando l'auto abbandonata da Barrow, una V-8 Ford, avevano scoperto che i proiettili non avevano perforato la carrozzeria, così chiesero dei fucili automatici più potenti.

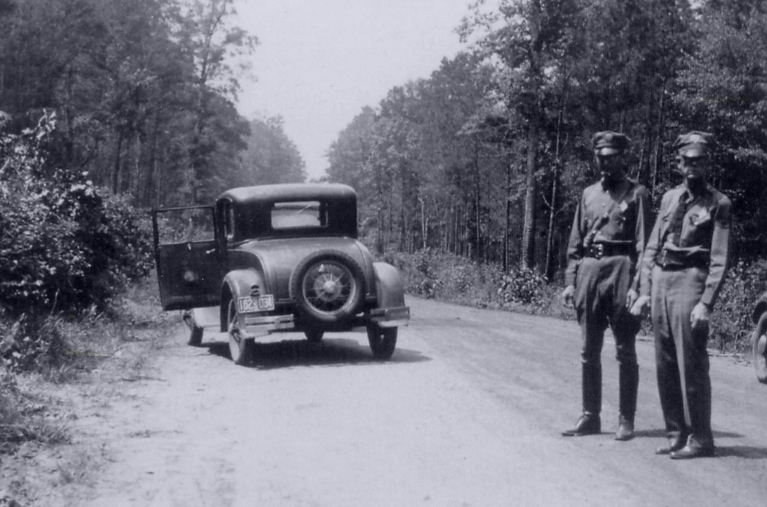
Il luogo dell'imboscata dove persero la vita Bonnie e Clyde.

Dopo centodue giorni di caccia senza tregua, il 23 maggio 1934, alle 9:15 di mattina, gli uomini di legge affrontarono finalmente Bonnie e Clyde su una strada di campagna nei pressi di Gibsland, Louisiana. Barrow fermò la macchina proprio nel punto dell'imboscata e il rumore dei centocinquanta colpi che furono sparati fu così fragoroso che la gente del luogo per miglia attorno pensò che si fosse trattato di un gruppo di boscaioli che aveva usato della dinamite per abbattere un albero enorme. I resoconti differiscono di poco riguardo al momento esatto nel quale iniziò la sparatoria: lo sceriffo Jordan disse che stava intimando a Barrow di fermarsi quando cominciarono gli spari, il vice Alcorn raccontò che era stato invece il capitano Hamer a dare l'alt, mentre il vice Hinton scrisse che era stato Alcorn. Tutti e sei, comunque, concordano sul fatto che fu il vice sceriffo Oakley a sparare per primo e che colpì Clyde Barrow alla tempia sinistra, uccidendolo sul colpo. La squadra esplose altri cento colpi, crivellando i corpi di Bonnie Parker e Barrow.
Fonti statali, locali e di altro genere indicarono che la ricompensa per la cattura di Barrow era di circa 26.000 dollari, tuttavia lo stato, contea e altre organizzazioni che avevano promesso ricompense si rimangiarono la parola e, infine, ogni agente ricevette solo duecento dollari e ventitré centesimi. Oltre a ciò, fu permesso loro di prendere parte dei beni e degli effetti personali della banda. Hamer prese la maggior parte delle pistole.
Hamer aveva imparato molto sulla vita di Barrow e Parker nei mesi precedenti e dichiarò ai giornalisti che, in altre circostanze, "si sarebbe sentito male" nel vedere il corpo di una donna crivellato di colpi in una macchina, ma non in questo caso nello specifico, perché ricordava i crimini della Parker: «Odio sparare a una donna, ma mi sono ricordato del modo in cui Bonnie aveva preso parte all'omicidio di nove agenti di polizia. Mi sono ricordato di come ha preso a calci il corpo di un agente ferito sulla strada a Grapevine e che gli aveva sparato un proiettile in testa mentre giaceva a terra».

## Anni successivi
Durante gli anni trenta, Hamer lavorò per conto di varie compagnie petrolifere e spedizionieri, che stavano resistendo alle richieste dei sindacati delle loro compagnie, e spesso fungeva da "agente anti-sciopero". Il primo di questi impieghi lo ebbe nella città di Houston durante lo sciopero dei portuali nel 1935. Hamer comandò una squadra composta da venti ex ranger e sceriffi per prevenire sabotaggi e saccheggi. Allo scoppio della guerra in Europa nel 1939, lui e altri quarantanove Texas Ranger in pensione offrirono i propri servigi a re Giorgio VI per proteggere la Gran Bretagna in caso di invasione da parte dei nazisti. Il suo secondo figlio Billy Beckham (1921-1945) si arruolò nei Marines e cadde in azione il 7 marzo 1945, durante la battaglia di Iwo Jima.
Nel settembre 1948, fu richiamato in servizio nel corpo dei ranger per breve tempo in occasione delle elezioni del Senato in Texas. L'ex governatore Coke Stevenson lo assunse per scortarlo alla Texas State Bank di Alice, Texas, per esaminare le schede di voto della tredicesima sezione, durante il ballottaggio con Lyndon Johnson, per paura di brogli elettorali. Fuori dalla banca stazionavano due gruppi di uomini armati. Hamer uscì dall'auto e intimò agli uomini di disperdersi, cosa che per sua fortuna fecero.
Hamer andò in pensione nel 1949 e visse ad Austin fino alla morte.

### Morte
Nel 1953, Frank Hamer ebbe un ictus: visse altri due anni ma non si riprese mai completamente. Morì il 10 luglio 1955 e fu sepolto accanto al figlio Billy nel Memorial Park Cemetery di Austin. In vita gli spararono diciassette volte e fu dato per morto quattro volte. Gli vengono attribuite da cinquantatré a settanta uccisioni.

## Riferimenti in altri media
Nel film del 1967 Gangster Story, Hamer è interpretato da Denver Pyle. Nella pellicola viene rappresentato come un incompetente, con la gang di Barrow che lo cattura e lo umilia. L'imboscata alla fine del film è una conseguenza del suo desiderio di vendetta personale. Dopo l'uscita del film nelle sale, la vedova di Hamer, Gladys, e il primo figlio Francis Augustes (Frank) Jr. (1918-2006) intentarono causa alla Warner Bros.-Seven Arts per diffamazione. Nel 1971, la causa fu risolta in maniera extragiudiziale.
Nel 2019, Kevin Costner interpretò Hamer nel film per Netflix Highwaymen - L'ultima imboscata, distribuito nei cinema per un periodo di tempo limitato e poi trasmesso in streaming nel marzo 2019. Woody Harrelson interpreta Maney Gault.